# کار (ترانه ایگی آزیلیا)
«کار» (به انگلیسی: Work) اولین تک‌آهنگ ضبط شده توسط رپر استرالیایی ایگی آزیلیا می‌باشد که در نخستین آلبوم استودیویی وی تحت عنوان کلاسیک جدید (۲۰۱۴) قرار دارد که در ۱۷ مارس ۲۰۱۳ به‌عنوان تک‌آهنگ اصلی این آلبوم منتشر شد. آزیلیا از «کار» به‌عنوان شخصی‌ترین ترانه خود یاد می‌کند و این ترانه را با اهداف انگیزشی و روحیه‌بخش برای به تصویر کشیدن داستان زندگی‌اش ساخته‌است؛ به‌خصوص دربارهٔ نقل مکان از مولومبیمبی، نیو ساوت ولز به میامی، فلوریدا هنگامی‌که ۱۶ ساله بود به منظور جنگیدن برای تبدیل شدن به رپری موفق. 